# Aittalompolo
Aittalompolo är en sjö i Finland. Den ligger i kommunen Enontekis i landskapet Lappland, i den norra delen av landet, 1 000 km norr om huvudstaden Helsingfors. Aittalompolo ligger 567 meter över havet. Omgivningarna runt Aittalompolo är i huvudsak ett öppet busklandskap. Arean är 28,4 hektar och strandlinjen är 3,27 kilometer lång. Sjön  ingår i Torne älvs huvudavrinningsområde. 